# Luci Mummi Acaic
Luci Mummi Acàic (en llatí: Lucius Mummius L. F. L. N. Achaicus) va ser un magistrat romà. Era fill del tribú Luci Mummi. Se'l coneixia per ser un bon orador i proper al partit popular dels Gracs.
Va ser pretor l'any 154 aC i va rebre la província de la Hispània Citerior, on després de diverses derrotes va aconseguir finalment algunes victòries notables sobre els lusitans l'any 153 aC. A la seva tornada a Roma l'any següent va celebrar un triomf per aquestes victòries.
Va ser cònsol el 146 aC quan va guanyar el renom Acàic per la destrucció de Corint, la conquesta de Grècia i l'establiment de la província d'Acaia. El renom es va perpetuar a la seva família. La Lliga Aquea sota Critolau i Dieu va ser derrotada el 148 aC per Quint Cecili Metel Macedònic, però Metel no va actuar amb prou energia, la Lliga va seguir la seva cursa bèl·lica i Mummi el va substituir. La Lliga va reunir un exèrcit a l'istme abans de l'arribada de Mummi, però aquest els va derrotar i va entrar a Corint sense oposició. La ciutat va ser arrasada, els corintis venuts com a esclaus i les obres d'art maltractades per vencedors que en desconeixien el seu valor. Algunes obres van ser venudes al rei de Pèrgam i altres portades a Roma. No obstant va respectar les propietat religioses. Durant dos anys va ser a Grècia, el 146 aC i el 145 aC, el segon any com a procònsol i va organitzar la constitució fiscal i municipal de la nova província. Es va guanyar la confiança dels provincials per la seva integritat i justícia. Resultat de l'incendi de Corint va ser el descobriment accidental de l'anomenat bronze corinti usat en escultures i objectes artesanals. Mummi va ser un dels pocs generals romans que va retre homenatge a la religió grega. Va dedicar una estàtua de Zeus a Olímpia i va rodejar el temple amb escuts fets de bronze daurat. L'any 145 aC va tornar a Roma i va celebrar el triomf. El seguici del triomf va fer època en la història de l'art i la cultura romanes. Es van veure carros plens de magnífiques obres d'art, que es desplaçaven per la Via Sacra fins al turó del Capitoli. Però els que havien vist els objectes en els seus llocs originals, ploraven una pèrdua irreparable. El foc n'havia destruït molts, el mar n'havia engolit d'altres i els que en coneixien el valor, els prínceps de Pèrgam, se n'havien endut molts més als seus palaus i temples. Mummi, amb una modèstia poc comuna en els conqueridors, es va negar a inscriure el botí amb el seu nom. Els considerava propietat de l'Estat, i els va donar liberalment per adornar els triomfs, els edificis i fins i tot les cases d'alguns particulars, mentre que a la seva pròpia vil·la conservava la severa simplicitat de la Roma primerenca.
L'any 142 aC va ser censor amb Corneli Escipió Africà el Jove, dos caràcter oposats que van portar a una mala censura. Va morir pobre i el senat va pagar la dot de matrimoni a la seva filla.